# Groupe Otava
Otava Oy ou Otava-konserni (en français : Groupe Otava) est un groupe spécialisé dans l'édition de livres et de magazines.
Le groupe est basé en Finlande. 

## Historique
Kustannusosakeyhtiö Otava Oy est fondée en 1890. 
Otava a commencé son activité d'impression en 1908 et ses publications de magazines avec Suomen Kuvalehti en 1916. 
Otava a fondé Yhtyneitä Kuvalehti (aujourd'hui Otavamedia) en 1934 et Suuri Suomalainen Kirjakerho en 1969.   
Depuis 1998, les entreprises du groupe sont détenues à 100 % par le groupe. 
Kynämies, qui édite des magazines, a rejoint le Groupe en 2000. 
En 2006, Otava-Kuvalehdet a acquis Sonera Plaza (aujourd'hui Plaza.fi) et Mach1 Oy (aujourd'hui NettiX Oy). 
En 2011, Otava a acheté Suomalainen Kirjakauppa à Sanoma. 

## Structure du groupe
La société mère du groupe est Otava Oy et les domaines d'activité sont l'édition de livres (Livres), la librairie (Commerce), l'édition de magazines (Médias) et les marchés (Otava Marketplaces). 
Le groupe Otava est le plus grand éditeur de livres en Finlande.

### Édition de livres
- Éditions Otava
- Éditions Like (2006)
- Moreeni (2014)
- F-Kustannus (2015)
- Nemo (2016)
- Finn Lectura (2018)[2]
- Satukustannus (2019)
- Karisto (2020)
- Atena Kustannus Oy (2020)
- Otavan Kirjapaino Oy

### Librairies
- Suomalainen Kirjakauppa Oy
- Jamera Oy (2018)

### Édition de revues
- Otavamedia Oy
  - Ühinenud Ajakirjad AS

### Places de marché Otava
- Otava Markkinapaikat Oy (Société mère)
  - SL-Mediat Oy